# Tone Gunn Frustøl
Tone Gunn Frustøl, född den 21 juni 1975 i Asker, Norge, är en norsk fotbollsspelare. Vid fotbollsturneringen under OS 1996 i Atlanta deltog hon i det norska lag som tog brons.